# 斯科特·賴特
斯科特·賴特（英語：Scott Wright；1997年8月8日—）是蘇格蘭的一位足球運動員，在場上的位置是翼鋒。現效力於英格蘭足球甲級聯賽球隊伯明翰。

## 球員生涯

### 阿伯丁
賴特是阿伯丁的青訓球員，在2014年7月欧足联欧洲联赛資格賽對里加道加瓦的比賽首次職業上場，不久便與球會簽下三年合約。2017年5月21日蘇格聯賽對帕尔蒂克，他在比賽中戴帽，使球隊以6-0大勝。
2019年1月，他被外借到另一蘇超球會邓迪。新賽季回到阿伯丁後，他在歐足联欧洲联赛資格賽，及季初首幾場聯賽上場。但2019年9月他在訓練期間因為十字韌帶受傷而提前結束賽季。

### 格拉斯哥流浪
2021年1月，他與格拉斯哥流浪預先簽約，在2021年夏天正式轉投。2月1日，阿伯丁同意以15萬鎊提前完成交易，同時流浪的羅斯·麥克克羅里會永久轉會至阿伯丁作為交易條款。一星期後對咸美顿的比賽，他首次代表流浪上場。4月21日對圣约翰斯顿的比賽，賴特打進了在流浪首顆進球。

## 國家隊生涯
2014年，賴特曾代表蘇格蘭U17參加在馬爾他舉行的歐洲U-17足球錦標賽，球隊在半決賽時輸給荷蘭出局。2017年，他入選蘇格蘭U20參加土倫盃國際足球錦標賽並獲得銅牌，這亦是代表隊在該項賽事首枚獎牌。。2018年，他獲提升至蘇格蘭U21參加土倫盃國際足球錦標賽，球隊最終在點球大戰輸給土耳其，以第四名完成該項賽事。

## 榮譽
阿伯丁
- 蘇格蘭足總盃亞軍：2016–17
- 蘇格蘭聯賽盃亞軍：2018–19

格拉斯哥流浪
- 蘇格蘭足球超級聯賽：2020–21[16]
- 蘇格蘭足總盃：2021–22[17]
- 欧足联欧洲联赛亞軍：2021–22[18]

蘇格蘭U21
- 土倫盃國際足球錦標賽銅牌：2017